# Kongriket

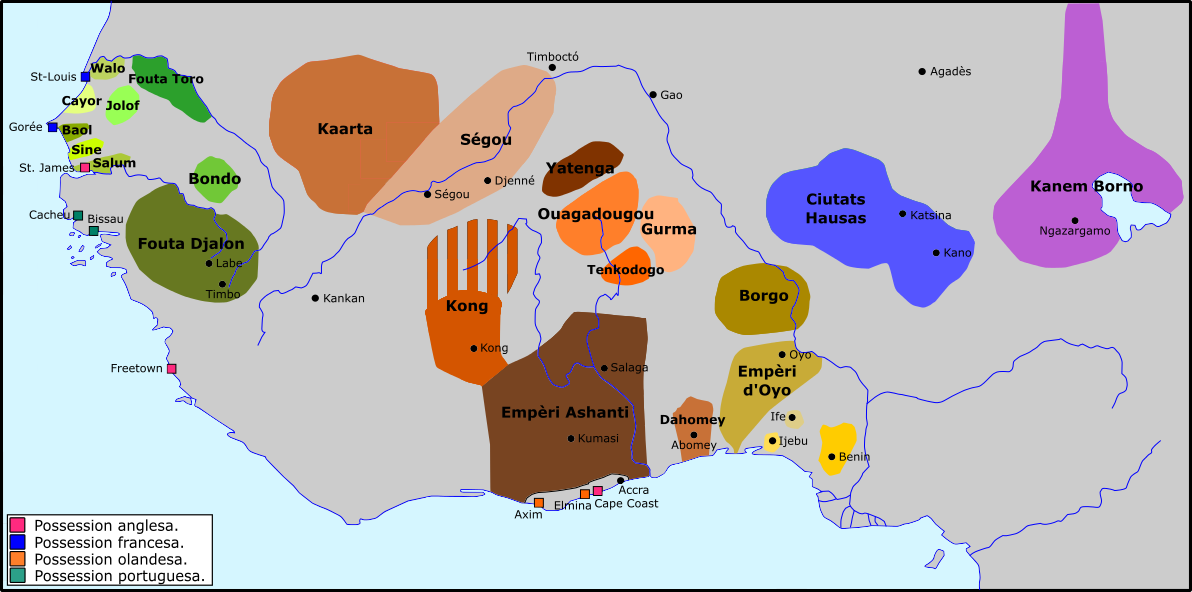
Västafrika under 1700-talet.

Kongriket, även känd som Wattarariket och Ouattarariket, var en historisk stat som låg i nuvarande Nigeria mellan 1710 och 1898. 
Dess huvudstad var Kong.
Det uppgick i Franska Västafrika.